# Ranulfo Miranda
Ranulfo Miranda (27 mai 1927 — 19 avril 2017) est un footballeur et entraîneur paraguayen.

## Biographie
Il est international paraguayen et dispute quatre matchs pour aucun but inscrit, le tout lors de la Copa América 1947, où le Paraguay termine deuxième du tournoi.
Il commence ensuite une carrière d'entraîneur : il dirige la sélection paraguayenne entre 1979 et 1980, participant à la Copa América 1979, qu'il remporte, ce qui constitue le second titre du Paraguay après 1953. Il dirige enfin le club guatémaltèque de CSD Comunicaciones en 1985, remportant le championnat du Guatemala.